# Спонде (супутник)
Спонде (грец. Σπονδή, англ. Sponde) нерегулярний супутник Юпітера; відомий також під назвою «Юпітер XXXVI».

## Відкриття
Відкритий у 2000 року Скоттом С. Шепардом (англ. Scott S. Shepard) й науковцями Гавайського університету.
Цей супутник спочатку було іменовано як S/2001 J 5, але у 2003 році він отримав офіційну назву «Спонде», на честь відповідного персонажу давньогрецької міфології.  За грецькою міфологією Спонде була Ори й водночас дочкою Зевса (в римському пантеоні — Юпітера) та Феміди.

## Орбіта
Супутник виконує повний оберт навколо Юпітера на відстані приблизно  24 687 260  км з  сидеричним періодом обертання 771,604 земних діб. Орбіта має ексцентриситет ~0,3121.
Супутник належить до Групи Пасіфе, нерегулярні супутники якої обертаються на відстані від 22,8 до 24,1 Гм від Юпітера, нахил орбіти становить приблизно 144°,5  до 158°,3.

## Фізичні характеристики
Супутник приблизно 2 кілометри діаметром, альбедо 0,04. Оціночна густина 2,6 г/см³.